# Eiya Hashimoto
Eiya Hashimoto (japanisch 橋本 英也 Hashimoto Eiya; * 15. Dezember 1993 in Gifu) ist ein japanischer Radrennfahrer, der auf Bahn und Straße aktiv ist.

## Sportliche Laufbahn
Seit Beginn der 2010er Jahre gehörte Eiya Hashimoto zu den besten Radsportlern seines Landes; seine größten Erfolge errang er auf der Bahn. Nach mehreren Medaillen in den Jahren zuvor gewann er von 2016 bis 2025 insgesamt dreizehn Goldmedaillen in verschiedenen Ausdauerdisziplinen bei den Asienmeisterschaften. Auch bei den Asienspielen war er 2014, 2018 und 2023 jeweils siegreich. Hinzu kamen zwei Siege im Nations Cup sowie zahlreiche japanische Meistertitel. Er konnte sich individuell ebenso auszeichnen wie in der Mannschaftsverfolgung, wo er mit seinen Teamkameraden von Bridgestone Cycling ein erfolgreiches Gespann bildete, insbesondere mit Kazushige Kuboki, Naoki Kojima, Shoi Matsuda und Shunsuke Imamura. Ende 2024 verließ Hashimoto nach langjähriger Zugehörigkeit das Team Bridgestone und wechselte zum Kinan Racing Team.
Hashimoto startete 2021 wie 2024 jeweils bei den Olympischen Sommerspielen auf der Bahn. Bei der Track Champions League 2023 gewann er das Auftaktrennen im Scratch und wurde im Gesamtklassement Sechster. Eine erneute Teilnahme 2024 scheiterte an einer Verletzung. Eine Medaille bei Weltmeisterschaften blieb ihm trotz zahlreicher Teilnahmen versagt, seine beste Platzierung war der fünfte Rang im Punktefahren 2016.
Mehrfach startete Hashimoto auch bei japanischen Straßenmeisterschaften; im Straßenradsport gewann er während seiner Karriere mehrere Rennen des nationalen Kalenders.

## Erfolge

### Bahn
2011
- Asienmeister (Junioren) – Punktefahren, Mannschaftsverfolgung (mit Kyohei Shinzan, Kohei Kurose und Genki Kubota)
- Japanischer Meister – Einerverfolgung, Mannschaftsverfolgung (mit Shota Takahashi, Hayata Nakamura und Tomoya Yano)

2012
- Japanischer Meister – Einerverfolgung, Mannschaftsverfolgung (mit Shota Takahashi, Shotaro Watanabe und Tomoya Yano)

2013
- Asienmeisterschaft – Mannschaftsverfolgung (mit Shogo Ichimaru, Kazuki Itō und Kazushige Kuboki)
- Japanischer Meister – Einerverfolgung, Punktefahren, Omnium
- Ostasienspiele – Einerverfolgung

2014
- Japanischer Meister – Einerverfolgung, Punktefahren, Zweier-Mannschaftsfahren (mit Hiroaki Harada), Mannschaftsverfolgung (mit Tomoya Yano, Yoshimune Soma und Shotaro Watanabe)
- Asienspiele – Omnium
- Asienspiele – Mannschaftsverfolgung (mit Shogo Ichimaru, Kazushige Kuboki und Ryo Chikatani)

2016
- Asienmeister – Omnium

2017
- Japanischer Meister – Omnium

2018
- Asienmeister – Omnium
- Asienspielesieger – Omnium
- Asienspiele – Zweier-Mannschaftsfahren (mit Shunsuke Imamura), Mannschaftsverfolgung (mit Shogo Ichimaru, Shunsuke Imamura und Ryo Chikatani)

2019
- Asienmeister – Omnium
- Asienmeisterschaft – Mannschaftsverfolgung (mit Kazushige Kuboki, Shogo Ichimaru und Ryo Chikatani)
- Asienmeisterschaft – Zweier-Mannschaftsfahren (mit Kazushige Kuboki)
- Japanischer Meister – Omnium, Scratch, Zweier-Mannschaftsfahren (mit Kazushige Kuboki), Mannschaftsverfolgung (mit Ryo Chikatani, Kazushige Kuboki und Shunsuke Imamura)

2020
- Asienmeister – Omnium, Mannschaftsverfolgung (mit Ryo Chikatani, Shunsuke Imamura, Kazushige Kuboki und Keitaro Sawada)
- Asienmeisterschaft – Zweier-Mannschaftsfahren (mit Kazushige Kuboki)
- Japanischer Meister – Punktefahren, Ausscheidungsfahren, Omnium, Scratch, Mannschaftsverfolgung (mit Ryo Chikatani, Daiki Magosaki und Keitaro Sawada)

2021
- Nations’ Cup in Hongkong – Ausscheidungsfahren, Omnium
- Japanischer Meister – Mannschaftsverfolgung (mit Tetsuo Yamamoto, Shoki Kawano, Shunsuke Imamura und Naoki Kojima)

2022
- Asienmeister – Scratch, Mannschaftsverfolgung (mit Shoi Matsuda, Kazushige Kuboki, Shunsuke Imamura und Naoki Kojima)
- Japanischer Meister – Ausscheidungsfahren

2023
- Nations’ Cup in Jakarta – Ausscheidungsfahren
- Japanischer Meister – Scratch, Mannschaftsverfolgung (mit Kazushige Kuboki, Shunsuke Imamura und Shoi Matsuda)

 Asienmeister – Ausscheidungsfahren, Omnium, Mannschaftsverfolgung (mit Naoki Kojima, Shunsuke Imamura und Kazushige Kuboki)
- Asienspiele – Mannschaftsverfolgung (mit Kazushige Kuboki, Naoki Kojima und Shoi Matsuda)
- Track Champions League – ein Einzelsieg

2024
- Asienmeister – Omnium, Mannschaftsverfolgung (mit Kazushige Kuboki, Naoki Kojima und Shoi Matsuda)
- Japanischer Meister – Ausscheidungsfahren, Mannschaftsverfolgung (mit Shoi Matsuda, Shoki Kawano und Katsuya Okamoto)

2025
 Asienmeister – Ausscheidungsfahren, Zweier-Mannschaftsfahren (mit Kazushige Kuboki)
 Asienmeisterschaft – Mannschaftsverfolgung (mit Naoki Kojima, Shoi Matsuda, Kazushige Kuboki und Tetsuo Yamamoto)